# Santa Rosa da Serra (ort)
Santa Rosa da Serra är en ort i Brasilien.   Den ligger i kommunen Santa Rosa da Serra och delstaten Minas Gerais, i den sydöstra delen av landet, 500 km sydost om huvudstaden Brasília. Santa Rosa da Serra ligger 1 016 meter över havet och antalet invånare är 3 224.
Terrängen runt Santa Rosa da Serra är platt åt nordväst, men åt sydost är den kuperad. Santa Rosa da Serra ligger uppe på en höjd. Runt Santa Rosa da Serra är det glesbefolkat, med 9 invånare per kvadratkilometer.. Det finns inga andra samhällen i närheten.
Omgivningarna runt Santa Rosa da Serra är huvudsakligen savann.